# Jesús Galdeano
Galdeano  Portillo est un nom espagnol. Le premier nom de famille, en général paternel, est Galdeano ; le second, en général maternel, souvent omis, est Portillo.
Jesús Galdeano Portillo, né le 6 janvier 1932 à Iguzquiza et mort le 6 mai 2017 à Estella,, est un coureur cycliste professionnel espagnol. 

## Palmarès
- 1952
  - GP Llodio
- 1953
  - 3e de la Classique d'Ordizia
- 1955
  - 3e et 4ea étapes du Tour d'Andalousie
  - Campeonato Vasco Navarro de Montaña
  - 4e étape du Tour d'Espagne
- 1956
  - 6e étape du Gran Premio de la Bicicleta Eibarresa
  - 2e du Gran Premio de la Bicicleta Eibarresa
- 1957
  - 5e étape du Tour du Levant
  - 2e de Barcelone-Vilada
  - 3e du Tour d'Andalousie
  - 3e du Trofeo Jaumendreu
- 1958
  - 2e du GP Pascuas
- 1959
  - 1rea étape du Tour du Levant (contre-la-montre par équipes)
  - 3e du championnat d'Espagne sur route
  - 3e de la Prueba Villafranca de Ordizia
  - 10e du Tour d'Espagne
- 1960
  - 1re (contre-la-montre par équipes) et 12e étapes du Tour d'Espagne
  - 2e étape de Barcelone-Madrid
  - 2e de la Classique d'Ordizia
  - 3e du Tour du Levant
- 1961
  - 5e étape du Tour du Levant
  - 1rea (contre-la-montre par équipes) et 5e étapes du Tour d'Espagne

## Résultats sur les grands tours

### Tour de France
3 participations
- 1958 : 59e
- 1959 : abandon (13e étape)
- 1960 : abandon (14e étape)

### Tour d'Espagne
8 participations
- 1955 : abandon (15e étape), vainqueur de la 4e étape
- 1956 : 33e
- 1957 : 34e
- 1958 : abandon (12e étape)
- 1959 : 10e
- 1960 : 21e, vainqueur des 1re (contre-la-montre par équipes) et 12e étapes,  maillot amarillo pendant 1 jour
- 1961 : 25e, vainqueur des 1rea (contre-la-montre par équipes) et 5e étapes
- 1963 : 54e

### Tour d'Italie
7 participations
- 1956 : abandon
- 1957 : 63e
- 1958 : 38e
- 1960 : 80e
- 1961 : 50e
- 1962 : abandon
- 1963 : 60e